# حزب الوحدة الديمقراطي (كولومبيا)
حزب الوحدة الديمقراطي (بالإسبانية: Partido Unidad Democrática) هو حزب سياسي اشتراكي في كولومبيا. في الانتخابات التشريعية التي أجريت في 10 مارس 2002، فاز الحزب كواحد من العديد من الأحزاب الصغيرة بالتمثيل البرلماني.